# Palaeonisciformes
Ordre
Les Palaeonisciformes sont un ordre éteint de poissons osseux.

## Systématique
BioLib (6 juin 2022) et Paleobiology Database (6 juin 2022) attribuent l'ordre des Palaeonisciformes au paléontologue américain Oliver Perry Hay (1846-1930) en 1902. En revanche pour The Taxonomicon (6 juin 2022) ce serait le paléontologue suédois Erik Jarvik (1907-1998) en 1961. 

## Liste des sous-ordres, familles et genres
Selon BioLib (6 juin 2022) :
- sous-ordre † Palaeoniscoidei
  - famille † Acrolepidae Aldinger, 1937
  - famille † Acrolepididae Aldinger, 1937
  - famille † Birgeriidae Berg, 1940
  - famille † Cosmoptychiidae Gardiner, 1963
  - famille † Palaeoniscidae Vogt, 1852
  - famille † Pygopteridae
  - famille † Stegotrachelidae Gardiner, 1963
  - famille † Tegeolepidae
- sous-ordre Platysomoidei
  - famille † Amphicentridae Moy-Thomas, 1939
  - famille † Bobasatraniidae
  - famille † Platysomidae Young, 1866
- famille † Coccolepidae Berg, 1940
- famille † Elonichthyidae Aldinger, 1937
- famille † Varialepididae Minikh, 1990
- genre † Letovichthys Štamberg, 2007
- genre † Schizolepis Gottfried, 1992
- genre † Tanyrhinichthys Gottfried, 1987
- genre † Yogoniscus